# Enranger 737
Enranger 737 — семиместный компактвэн в конфигурации 2-2-3, выпускаемый в Китае подразделением Enranger компании Weichai Auto с 2015 года.

## Описание

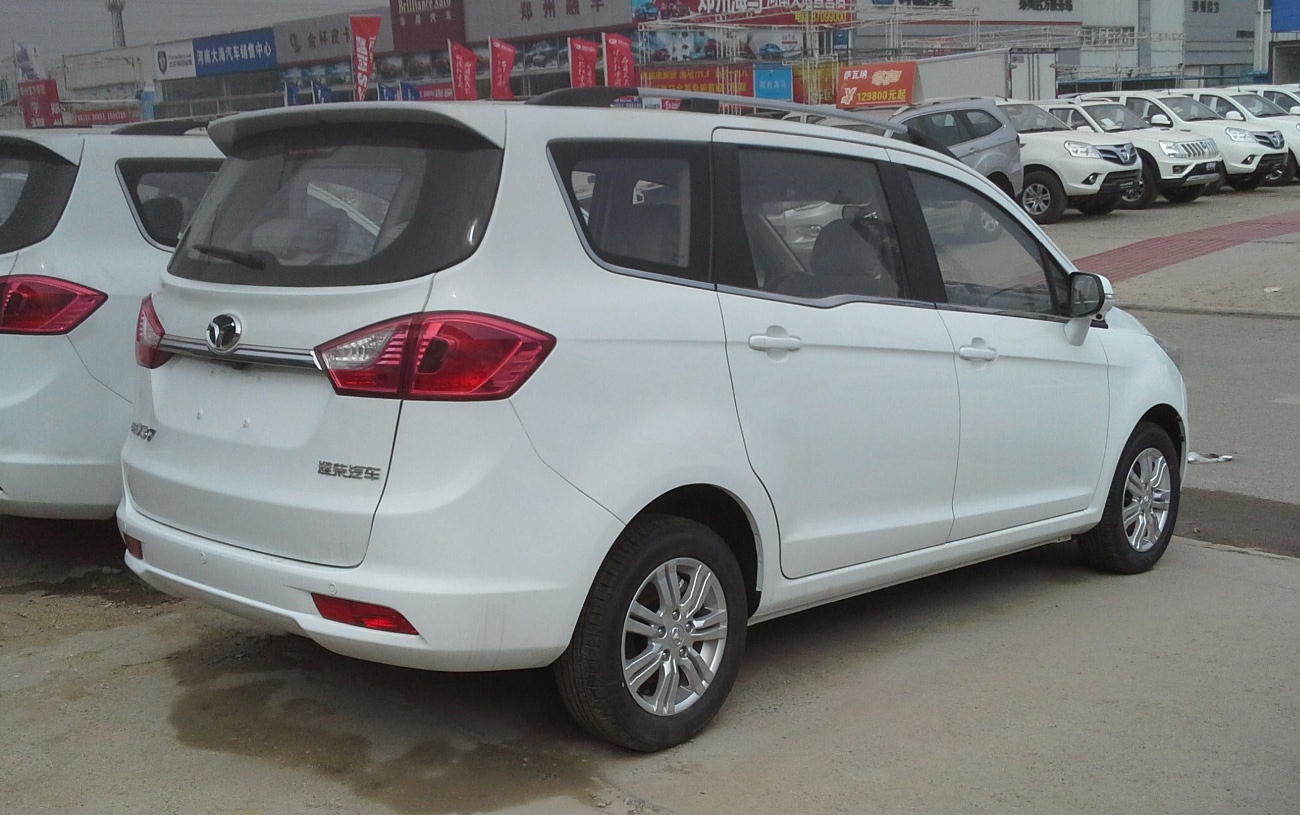
Вид сзади

Ранее известный как Yingzhi M301, Enranger 737 дебютировал в 2015 году на автосалоне в Чэнду. Продажи начались в сентябре 2015 года.
Название Enranger 737 автомобиль получил в честь самолёта Boeing 737, хотя на заднем плане фотографии на заводе Weichai Auto был изображён 787 Dreamliner с логотипом «737» на хвосте.
Ценовой диапазон варьируется от 56800 до 99800 юаней, однако цены Yingzhi 737 Internet Edition с 16-дюймовым сенсорным экраном в салоне начинаются с 77800 юаней. По состоянию на 2019 год цены на Enranger 737 были снижены с 87800 до 49800 юаней.

### Двигатели
Enranger 737 оснащается турбодвигателями объёмом 1,5—2,0 л, которые развивают мощность 89—112 кВт (120—150 л. с.). Двигатели сочетаются в паре с пятиступенчатой механической трансмиссией, либо с вариатором.

## Enranger 737 EV
Enranger 737 EV является электромобилем на базе Enranger 737 с переработанными радиаторной решёткой и передним бампером. В движение автомобиль приводится электродвигателем мощностью 60 кВт (80 л. с.), который питается от аккумулятора ёмкостью 41,8 кВт⋅ч и обеспечивает запас хода 252 км. Энергопотребление составляет 17 кВт⋅ч/100 км. До 80% автомобиль заряжается за 1 час с помощью быстрой зарядки, а при медленной полной зарядке автомобиль заряжается 13 часов.
Цена составляет 146800 юаней.

## Enranger 727
Enranger 727 является версией Enranger 737 с низким уровнем комплектации. Ценовой диапазон варьируется от 46800 до 49800 юаней.

## Enranger G5
Enranger G5 (он же Yingzhi G5) дебютировал в сентябре 2015 года на автосалоне в Чэнду, а продажи начались в конце 2015 года в Китае. Несмотря на название Enranger G5, серийная версия Enranger G5 имеет мало общего с концептом Enranger G5, показанным на автосалоне в Чэнду в 2015 году, поскольку по сути это кроссоверная версия компактвэна Enranger 737. Ценовой диапазон варьируется от 59800 до 85800 юаней.